# Donald Ross (golf)
Pour les articles homonymes, voir Donald Ross.
Donald J. Ross (23 novembre 1872 - 26 avril 1948) fut l'un des plus importants architectes de terrains de golf dans l'histoire de ce sport. Il est né à Dornoch en Écosse, mais passa la majorité de sa vie d'adulte aux États-Unis.

## Parcours dessinés par Donald Ross
- Triggs Memorial Golf Course, Providence (Rhode Island)
- Seminole Golf Club, Juno Beach (Floride)
- Plainfield Country Club, Edison (New Jersey)
- Hamilton Elks Country Club, Hamilton (Ohio)
- Pinehurst No. 2, Pinehurst (Caroline du Nord)
- Pinehurst No. 1, Pinehurst (Caroline du Nord)
- Pinehurst No. 3, Pinehurst (Caroline du Nord)
- Orchards Golf Club, South Hadley (Massachusetts)
- Oakland Hills Country Club, Bloomfield Hills (Michigan)
- George Wright Golf Course, Hyde Park, Massachusetts
- Jefferson Lakeside Country Club, Henrico County (Virginie)
- Oak Hill Country Club, Rochester (New York)
- Wannamoisett Country Club, Rumford (Rhode Island)
- Aronimink Golf Club, Newtown Square (Pennsylvanie)
- Schuylkill Country Club, Orwigsburg (Pennsylvanie)
- Country Club of Buffalo, Williamsville (New York)
- Holston Hills Country Club, Knoxville (Tennessee)
- East Lake Golf Club, Atlanta, Georgie
- Mark Twain Golf Course, Elmira (New York)
- Alamance Country Club, Burlington (Caroline du Nord)
- Rackham Golf Course, Huntington Woods, Michigan
- Broadmoor Country Club, Indianapolis, Indiana
- Highland Country Club, Fayetteville (Caroline du Nord)
- Oak Park Country Club, River Grove (Illinois)
- Carolina Golf Club, Charlotte (Caroline du Nord)
- Teugega Country Club, Rome (New York)
- Minikada Country Club, Minneapolis, Minnesota
- Bellemeade Country Club, Nashville, Tennessee
- Pine Needles, Pinehurst (Caroline du Nord)
- Pennrose Park Country Club, Reidsville (Caroline du Nord)
- St. Charles Country Club - South Course, Winnipeg, Manitoba
- Grosse Ile Golf and Country Club - Grosse Ile (Michigan)